# Hârsești
Hârseşti é uma comuna romena localizada no distrito de Argeş, na região de Muntênia. A comuna possui uma área de 51.64 km² e sua população era de 2529 habitantes segundo o censo de 2007.